# Kiougou-Kandaga
Ne doit pas être confondu avec Kiougou-Douré ou Kiougou-Namounou.
Kiougou-Kandaga est une localité située dans le département de Comin-Yanga de la province du Koulpélogo dans la région Centre-Est au Burkina Faso.

## Démographie
| 2003  | 2006  | 2012 |
| ----- | ----- | ---- |
| 1 673 | 1 732 | -    |

## Santé et éducation
Kiougou-Kandaga accueille un centre de santé et de promotion sociale (CSPS) tandis que le centre médical avec antenne chirurgicale (CMA) se trouve à Ouargaye.
Le village possède une école primaire publique.